# Joël Tiéhi
Joël Tiéhi Djohan (Abidjan, 12 giugno 1964) è un ex calciatore ivoriano, di ruolo attaccante.

## Carriera

### Club
Inizia la carriera in patria facendosi notare nel 1987 da Hureau, il presidente del Le Havre, che lo nota durante una vacanza estiva. In Francia Tiéhi realizza 76 marcature in 190 incontri tra la prima e la seconda squadra del Le Havre prima di passare al Lens nell'estate del 1994. Nei due anni a Lens, segna 15 reti in 48 giornate di Ligue 1. Tra il 1995 e il 1997 veste i colori del Martigues, trascorrendo la miglior stagione della sua carriera in termini realizzativi nel Saint-Denis Saint-Leu, in terza divisione, e un'altra stagione al Tolosa, dove segna 10 gol in 28 partite: tra le sue marcature le più importanti sono quelle messe a segno contro Bastia (1-1), Guingamp (3-0) e Le Havre (1-0). Tra il 1998 e il 2003 va a giocare nell'EAU, prima con la casacca dell'Al-Jazira poi con quella dell'Al-Ain, società dove chiude la carriera vincendo due titoli nazionali, una coppa nazionale e la AFC Champions League 2002-2003.
Si rende protagonista di quattro reti in due partite rifilate all'Avenir Beggen, frutto di due doppiette nell'edizione 1995-1996 della Coppa UEFA.
Termina la carriera totalizzando 133 marcature in 327 incontri con le società francesi, 188 partite e 65 gol in Ligue 1 e più di 51 reti nella massima divisione emiratina.

### Nazionale
Con la Nazionale ivoriana ha disputato 40 sfide siglando 25 realizzazioni tra il 1987 e il 1999, periodo durante il quale ha giocato in Francia, mantenendo una media reti/partita pari a 0,62.
Gioca quattro Coppe d'Africa vincendo l'edizione 1992: Tiéhi sigla una rete nella fase a gironi contro l'Algeria (3-0), e nella finale contro il Ghana, dopo lo 0-0 dei tempi regolamentari, Tiéhi ha l'occasione di tirare e segnare l'ultimo rigore che potrebbe dare la vittoria alla propria nazionale ma il ventiduenne sbaglia il possibile 5-4 e la Costa d'Avorio deve attendere altre sette realizzazioni vincendo il titolo 11-10 la lotteria dei rigori.

## Dopo il ritiro
Fonda e dirige un'accademia calcistica ad Abidjan tra il 2003 e il 2005. Successivamente è attivamente coinvolto nel panorama politico della Costa d'Avorio.

## Palmarès

### Club

#### Competizioni nazionali
- UAE Football League: 2

Al-Ain: 2001-2002, 2002-2003
- UAE Super Cup: 1

Al-Ain: 2002-2003

#### Competizioni internazionali
- AFC Champions League: 1

Al-Ain: 2002-2003

### Nazionale
- Coppa d'Africa: 1

Coppa d'Africa 1992